# 곤디 궁전

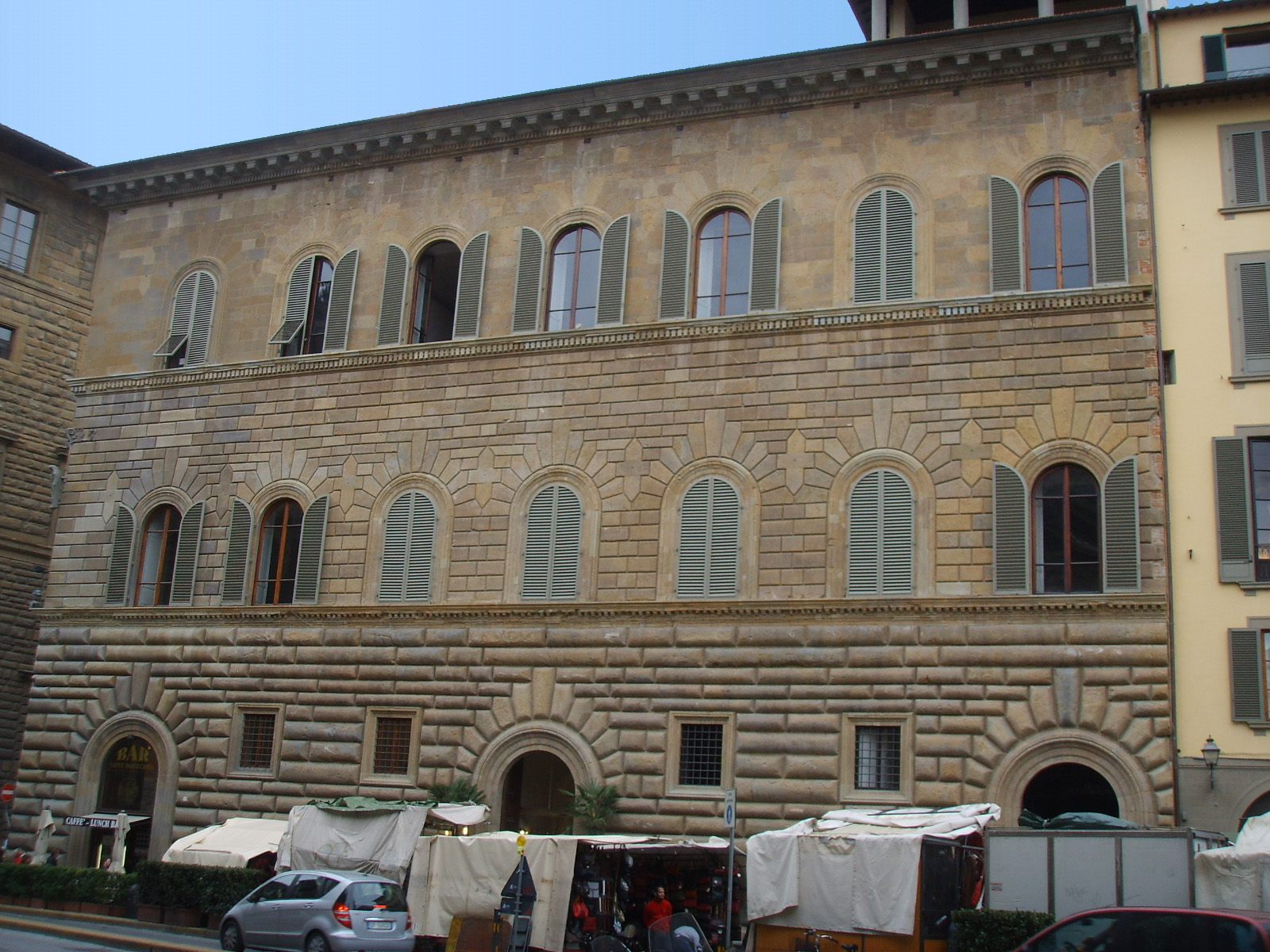
곤디 궁전.

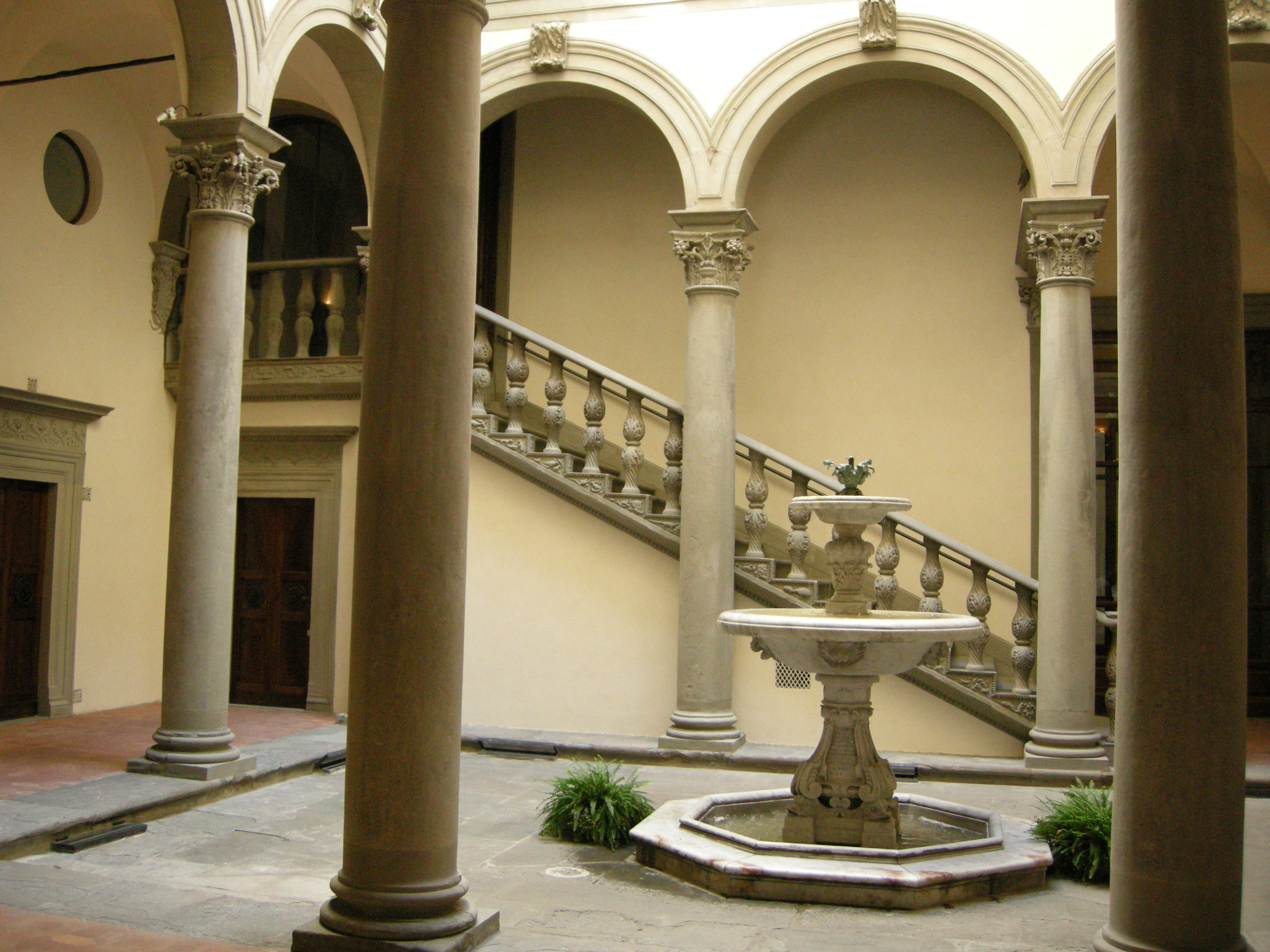
내부 안뜰.

곤디 궁전(Palazzo Gondi)은 이탈리아 피렌체에 있는 궁전으로, 시뇨리아 광장의 블록에 위치했다.
1490년 줄리아노 다 상갈로의 설계 하에 지어졌으며 상갈로는 메디치 궁전과 스트로치 궁전 등의 피렌체 내 국가 소유 건축물들로부터 영감을 받았다. 앞에 언급한 건축물들에서 빌려온 요소들에는 중앙의 안뜰 주변으로 정육면체의 구조, 세 개 층마다 기울어져 있는 마름돌 쌓기, 아치식의 창문 등이 있다.
그렇지만 그의 사례를 고려해보았을 때, 상갈로는 이 요소들의 쓰임새에 변화를 줄 수 있었고, 당시 가장 성공적인 피렌체의 건축물들 중 하나를 만들어낼 수 있었다. 가장 혁신적이던 요소는 방사 패턴으로 배열된 석조 측면 구조의 창문 설계에 있었는데, 이 점은 보석의 옆모습과 유사하다. 2층에 있는 창들은 시각적으로 작아보이는 것을 보충하기 위해 다른 층의 창들보다 살짝 넓게 설계되었다.
건축 작업은 지연되었고, 몇 세기간 미완성인 채로 남아 있었다. 17세기 말에 안토니오 마리아 페리가 건축물에 마테오 보네키가 그림들에 작업했었다. 곤디 궁전은 베키오 궁전을 따라 이어진 도로를 확장하기 위해 1870년경에 허물어진 아시니 가문의 옛 건축물들에 둘러싸여 있었다. 그때 곤디 궁전도 세 번째 문 (왼쪽)이 만들어지면서 확장되었고 곤디 거리에 있는 유사한 균형감을 만들어낸 곤디 궁전의 새로운 '일부' 건축은 파사드의 창문의 수도 늘어나게 했다. 남쪽에 있었던 주거 시설은 미켈란젤로 광장을 만들어낸 건축가 주세페 포기가 설계하였으나 1874년에 철거되었다. 레오나르도 다 빈치는 이 철거된 시설 중 한 곳에 한때 거주했었고 그곳에서 모나리자를 그렸다고 전해진다. 오늘날 곤디 궁전은 여전히 곤디 가문의 후손들의 것이지만, 1층에는 바와 그 외 영업소들이 존재한다.
네 면이 코린토스 원주로 된 포르티코가 있는 내부 안뜰에는, 17세기의 분수가 있는데, 이 분수는 넵투누스 분수에도 물을 공급하는 보볼리 정원을 수원으로 이용한다. 이곳에서 위층으로 향하는 계단이 시작된다. 포치에는 로마의 토가타를 입은 조각상이 있다.
궁전 내부의 장식들로는, 이탈리아와 프랑스 예술가 들이 만든 프레스코화와 그림 몇 점이 있다. 1층에는 또한 상갈로가 설계한 벽난로가 있다.

## 참고 문헌
- Andreas Tönnesmann, Der Palazzo Gondi in Florenz, Römische Studien der Bibliotheca Hertziana, Werner'sche Verlagsgesellschaft, Worms 1983
- Sandra Carlini, Lara Mercanti, Giovanni Straffi, I Palazzi parte prima. Arte e storia degli edifici civili di Firenze, Alinea, Florence, 2001.
- Mariella Zoppi e Cristina Donati, Guida ai chiostri e cortili di Firenze, bilingue, Alinea Editrice, Florence, 1997.
- Marcello Vannucci, Splendidi palazzi di Firenze, Le Lettere, Florence, 1995.